# 六點范氏塘鱧
六點范氏塘鱧（学名：Valenciennea sexguttata），又名六斑凡塘鱧，为鱸形目鰕虎科凡塘鱧屬下的一个种。该物种主要分布于印度洋和西太平洋海域，栖息深度为3米至25米，体长可达14公分。